# Etnografiska museet, Stockholm

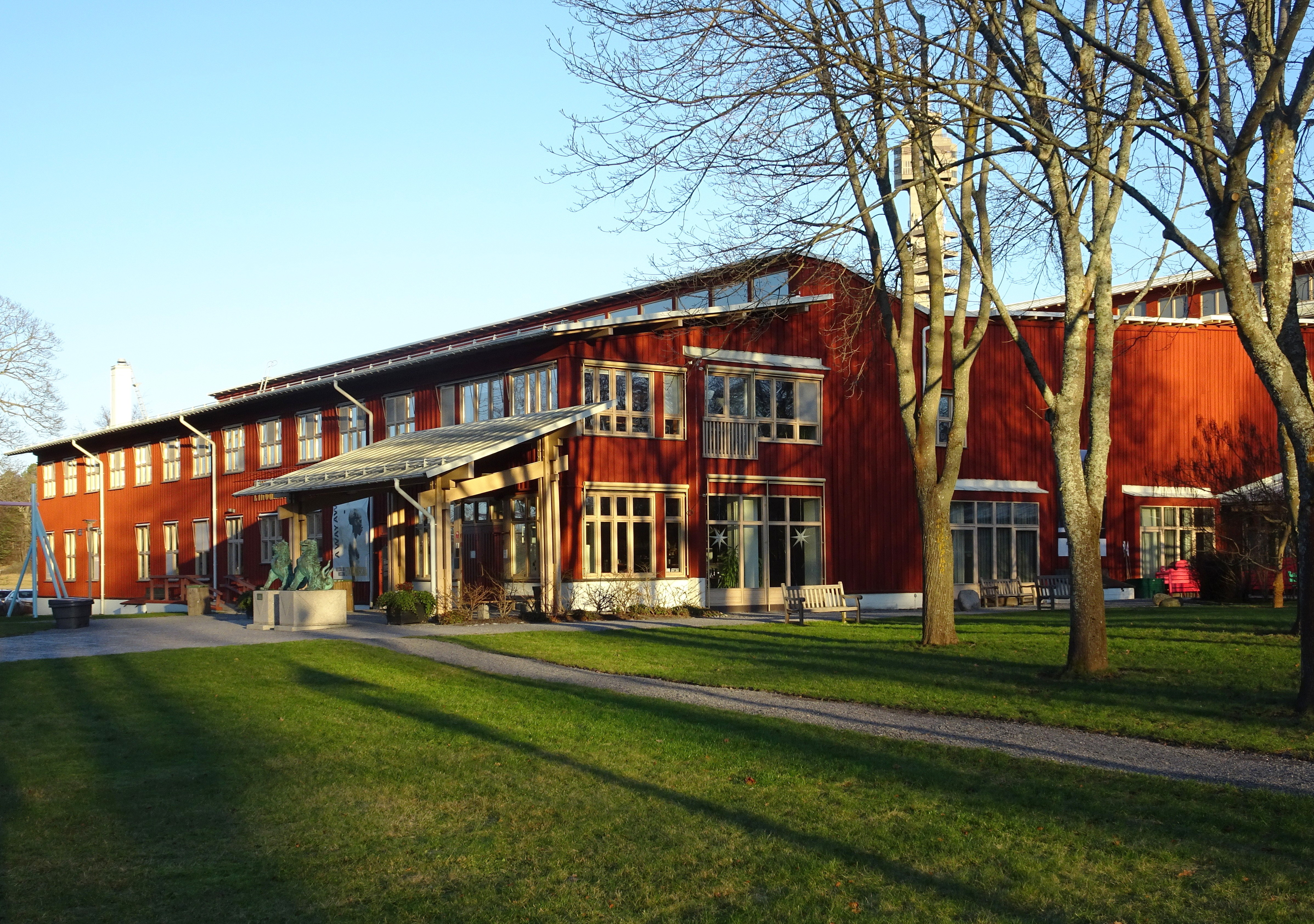
Etnografiska museet sett från parken.

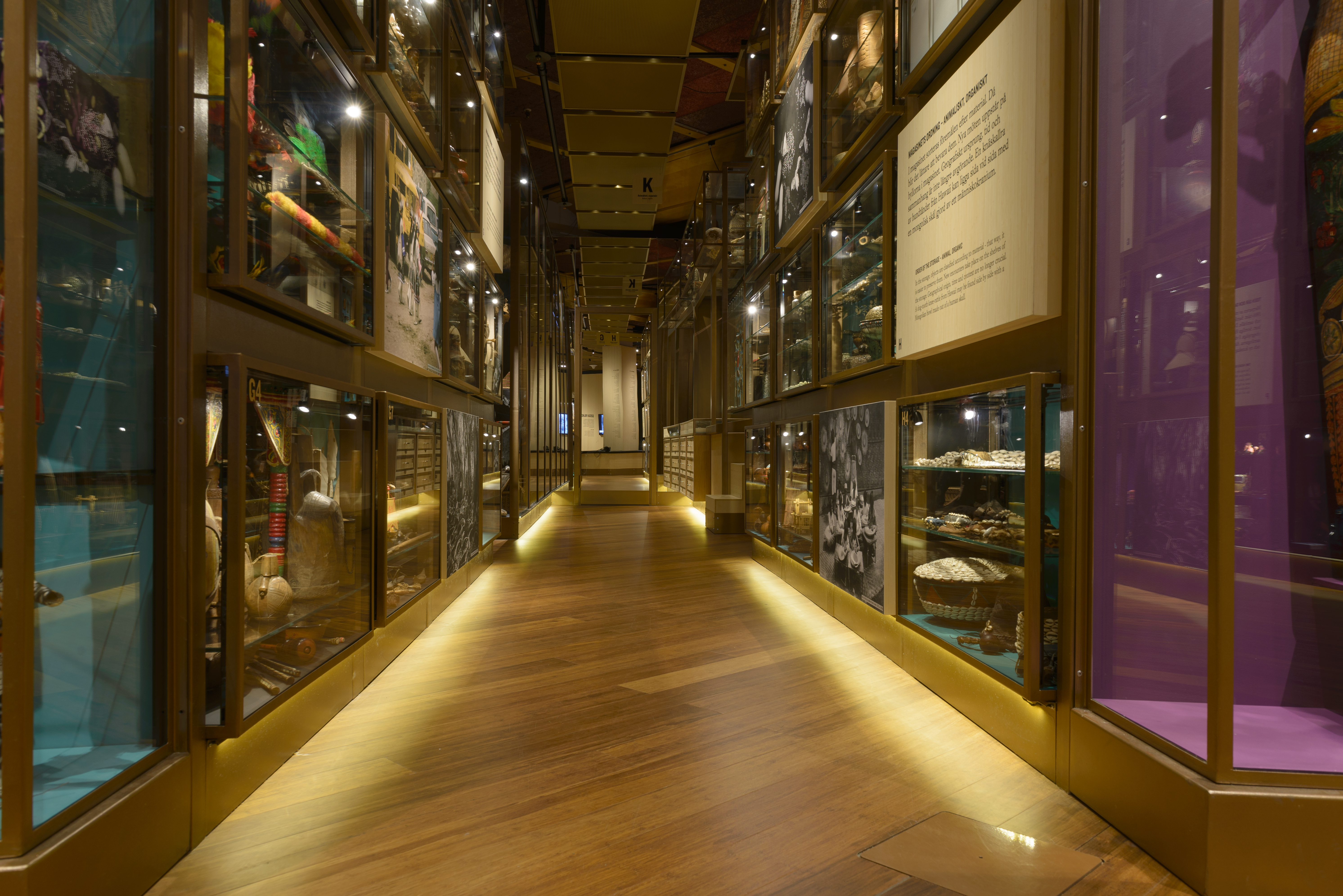
Museets öppna magasin.

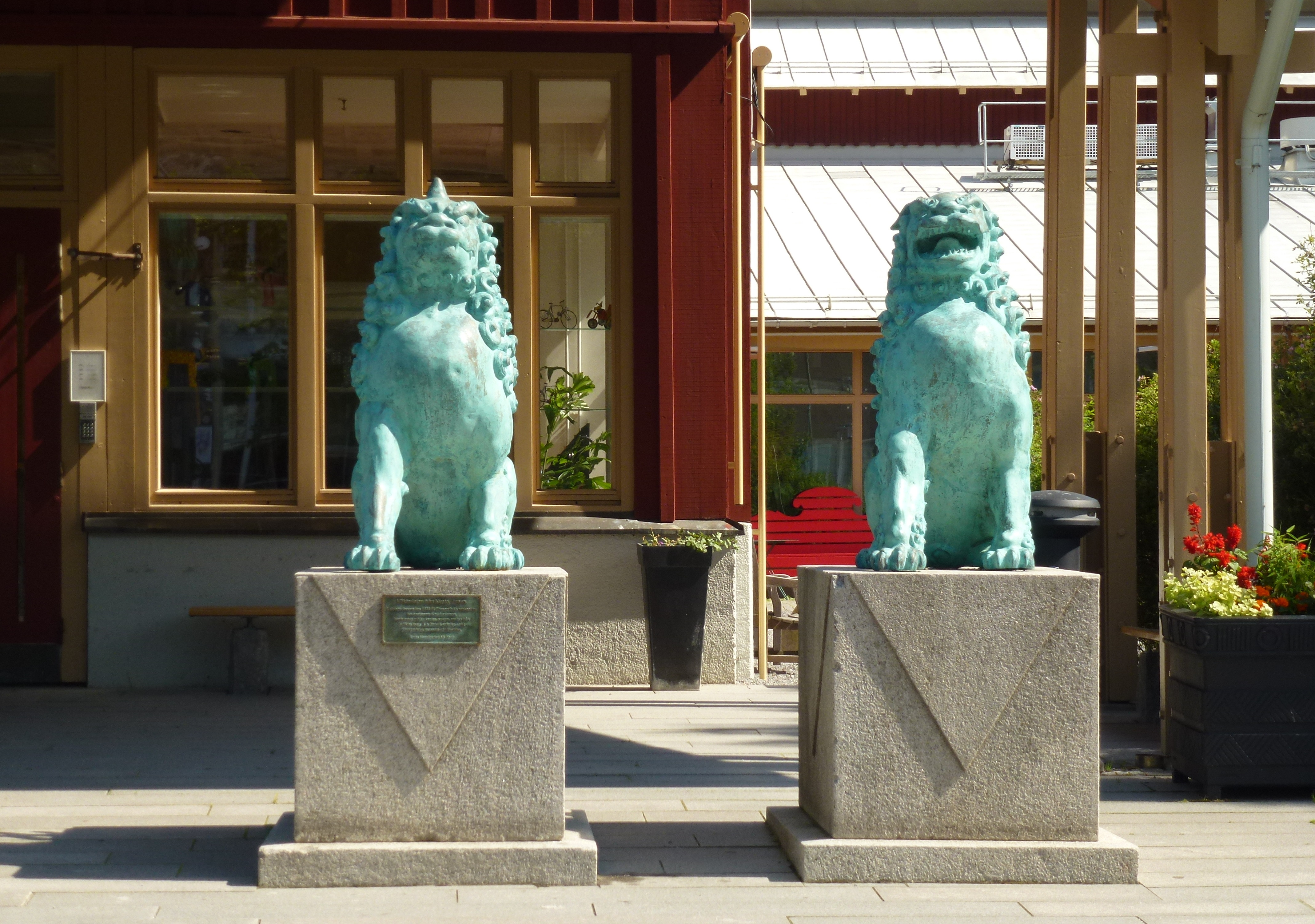
Entrén

Etnografiska museet ligger i Museiparken vid Djurgårdsbrunnsvägen 34 på Ladugårdsgärdet i Stockholm och har sitt ursprung i Vetenskapsakademiens Naturaliekabinett från 1700-talet. Det ingår sedan 1999 i Statens museer för världskultur.

## Historik
De äldsta delarna av museets samling kommer från Kungliga Vetenskapsakademien och har senare byggts på med material från insamlingsresor och andra gåvor. Redan kring 1860 påbörjades arbete för att förverkliga ett separat och permanent museum för de etnografiska samlingarna. Flera större publika utställningar arrangerades i tillfälliga lokaler för att skapa uppmärksamhet kring frågan. Här kan nämnas Allmänna etnografiska utställningen 1878-79, Vega-utställningen 1880, Vanadis-utställningen 1887 samt Utställning av arkeologiska och etnografiska samlingar från Centralamerika 1900.  
Riksmuseets etnografiska samlingar hade ställts upp i ett särskilt rum 1841. År 1875 hade de ordnats i sex små rum på Wallingatan. En etnografisk avdelning bildades 1900 inom Naturhistoriska riksmuseet, som då fortfarande lydde under Kungliga vetenskapsakademien. Hjalmar Stolpe blev den etnografiska enhetens förste föreståndare och verksamheten bedrevs fram till 1930 i lokaler på Wallingatan 2 i centrala Stockholm. Utöver föremålssamlingarna på Wallingatan arrangerades större utställningar i andra lokaler, som Etnografiska Missionsutställningen 1907, Japanska konstutställningen 1911, Konsthantverk från Java och Kina 1915 och Exotisk konst och konsthantverk 1927.  
År 1930 flyttades samlingarna in i tidigare militära byggnader på Ladugårdsgärde. Museet skildes organisatoriskt från Naturhistoriska riksmuseet 1935 under namnet Statens etnografiska museum. Fram till 1966 låg museet kvar under Kungliga vetenskapsakademiens inseende och vård.

## Museet på Gärdet
En ny byggnad för ändamålet uppfördes 1976–1978 på samma plats och öppnades för allmänheten 1980. Den ritades av Jan Gezelius och Gunnar Mattsson och belönades med 1981 års Kasper Salin-pris. Museet är beläget i en parkliknande omgivning och har som närmaste grannar Tekniska och Sjöhistoriska museerna, Polismuseet och Riksidrottsmuseet. Museet vårdar cirka 200 000 föremål och förfogar över avsevärda samlingar från Kina, Japan, Korea, Sydostasien, Oceanien, den amerikanska dubbelkontinenten samt Afrika. 2002 presenterades ett urval av föremålen i bokverket ”Med världen i kappsäcken. Samlingarnas väg till Etnografiska museet” (red. W. Östberg). Boken ”Primitiv konst” (1947) var ett tidigare bidrag i samma genre.
Etnografiska museet ägnar sig även åt bland annat vård och registrering av bildmaterial, pedagogisk verksamhet, forskning och utgivning av publikationer av olika slag.
1988 bytte myndigheten namn till Folkens Museum Etnografiska. Fram till 1999 var det fortsatt en egen myndighet men blev det året en del av Statens museum för Världskultur. År 2001 återtog museet sitt tidigare namn, Etnografiska museet.

## Tehuset Zui-Ki-Tei
Huvudartikel: Zui-Ki-Tei
Tehuset Zui-Ki-Tei ("Det löftesrika ljusets boning") i japansk stil uppfördes 1990, för japanska teceremonier, med två teceremonirum, i sluttningen mot Djurgårdsbrunnskanalen.
Det ritades av Masao Nakamura.

## Totempålen utanför museet
Huvudartikel: G'psgolox totempåle
Utanför Etnografiska museet står en totempåle, snidad år 2000 av medlemmar av haislafolket från British Columbia i Kanada. Totempålen ersatte en tidigare totempåle från 1872 som museet förvärvat på 1920-talet, sedan haislafolket på grund av en smittkoppsepidemi tvingats lämna sina gamla marker. Den ursprungliga totempålen stod på gården utanför museet, som då låg på Wallingatan, men där for den illa, varpå man tog ner den. När de nya lokalerna invigdes 1980 stod den i centralhallen, som anpassats höjdmässigt till pålen. 1991 fick museet besök av representanter från haisla som uttryckte önskan om att återfå pålen. 1994 fattades beslut om att den skulle återbördas till stammen, något som skedde 2006. Den nya totempålen har samma mått och utseende som den gamla, och är tillverkad av samma sorts röda ceder. Den kanadensiske filmskaparen Gil Cardinal gjorde 2003 en dokumentärfilm om återbördandet av totempålen, Totem: The Return of the G'psgolox Pole.

### Chefer
- 2016–2024 Ann Follin (överintendent)
- 2014–2016 Lotten Gustafsson Reinius
- 2002–2014 Anders Björklund
- 2000–2001 Sven-Erik Isacsson[9]
- 1991–1999 Per Kåks (född 1931)
- 1983–1991 Ulla Wagner
- 1971–1983 Karl Erik Larsson
- 1966–1971 Bengt Danielsson
- 1954–1966 Sigvald Linné[10]
- 1928–1954 Gerhard Lindblom
- 1908–1928 Carl Vilhelm Hartman (från 1923 var Gerhard Lindblom t.f. då Hartman var sjukskriven)
- 1906–1907 Einar Lönnberg (t.f. föreståndare, i praktiken var det Erland Nordenskiöld skötte museet 1906-07[11])
- 1900–1905 Hjalmar Stolpe[12] (förste chef)